# Édouard Moreau
Édouard Moreau (Parigi, 16 giugno 1838 – Parigi, 25 maggio 1871) è stato un letterato e imprenditore francese.
Fu una personalità della Comune dei Parigi.

## Biografia
Collaboratore di giornali letterari, nel 1867 fece rappresentare una sua commedia, mentre nel 1868 risiedette a Londra per seguire gli interessi della propria fabbrica di fiori artificiali.
Allo scoppio della guerra franco-prussiana tornò a Parigi, si arruolò nel 183º battaglione della Guardia nazionale e partecipò alla battaglia di Buzenval. Ottimo oratore, il 15 marzo 1871 fu delegato al Comitato centrale della Guardia e la sera dell'insurrezione del 18 marzo convinse i colleghi a indire le elezioni del Consiglio della Comune.
L'8 maggio fu nominato commissario civile a fianco del delegato alla Guerra. Partecipò ai combattimenti della Settimana di sangue e, arrestato dai versagliesi il 25 maggio, fu immediatamente fucilato nel cortile della caserma Lobau.